# Козар-Белене
Козар-Белене (болг. Козар Белене) — село в Болгарии. Находится в Плевенской области, входит в общину Левски. Население составляет 837 человек.

## Политическая ситуация
В местном кметстве Козар-Белене, в состав которого входит Козар-Белене, должность кмета (старосты) исполняет Борислав Живков Боянов (Национальное движение «Симеон Второй» (НДСВ)) по результатам выборов правления кметства.
Кмет (мэр) общины Левски — Георги Евлогиев Караджов (коалиция в составе 3 партий: Демократы за сильную Болгарию (ДСБ), ВМРО — Болгарское национальное движение, Земледельческий народный союз (ЗНС)) по результатам выборов в правление общины.